# Лісабонський трамвай
Лісабонський трамвай (порт. Elétricos de Lisboa) — трамвайна мережа, що обслуговує Лісабон, столицю Португалії.
Працює з 1873 року і станом на 2021 рік має шість ліній. Мережа має довжину 31 км, де працюють 63 трамваї (45 історичних Remodelados, 8 історичних Ligeiros та 10 сучасних зчленованих трамваїв). Депо знаходиться в Санто-Амаро, в Алькантарі.

## Історія
17 листопада 1873 року в Лісабоні з'явився перший трамвай. Це були так звані «американські» вагони на кінній тязі на рівнинних ділянках міста. У 1884 році, для забезпечення можливості руху транспорту на схилах, владою було передбачено будівництво фунікулерів. Перші з них запрацювали у 1884 році.
31 серпня 1901 року вперше запрацював електричний трамвай. Згодом всі маршрути перевели на електричну тягу і до 1913 року канатні трамваї вивели з експлуатації. Найбільшого розвитку трамвайне сполучення досягло у 1959 році: тоді діяли 27 трамвайних ліній. Згодом з розвитком автобусної мережі та будівництвом метрополітену, сталося скорочення мережі трамвайного сполучення.

## Галерея

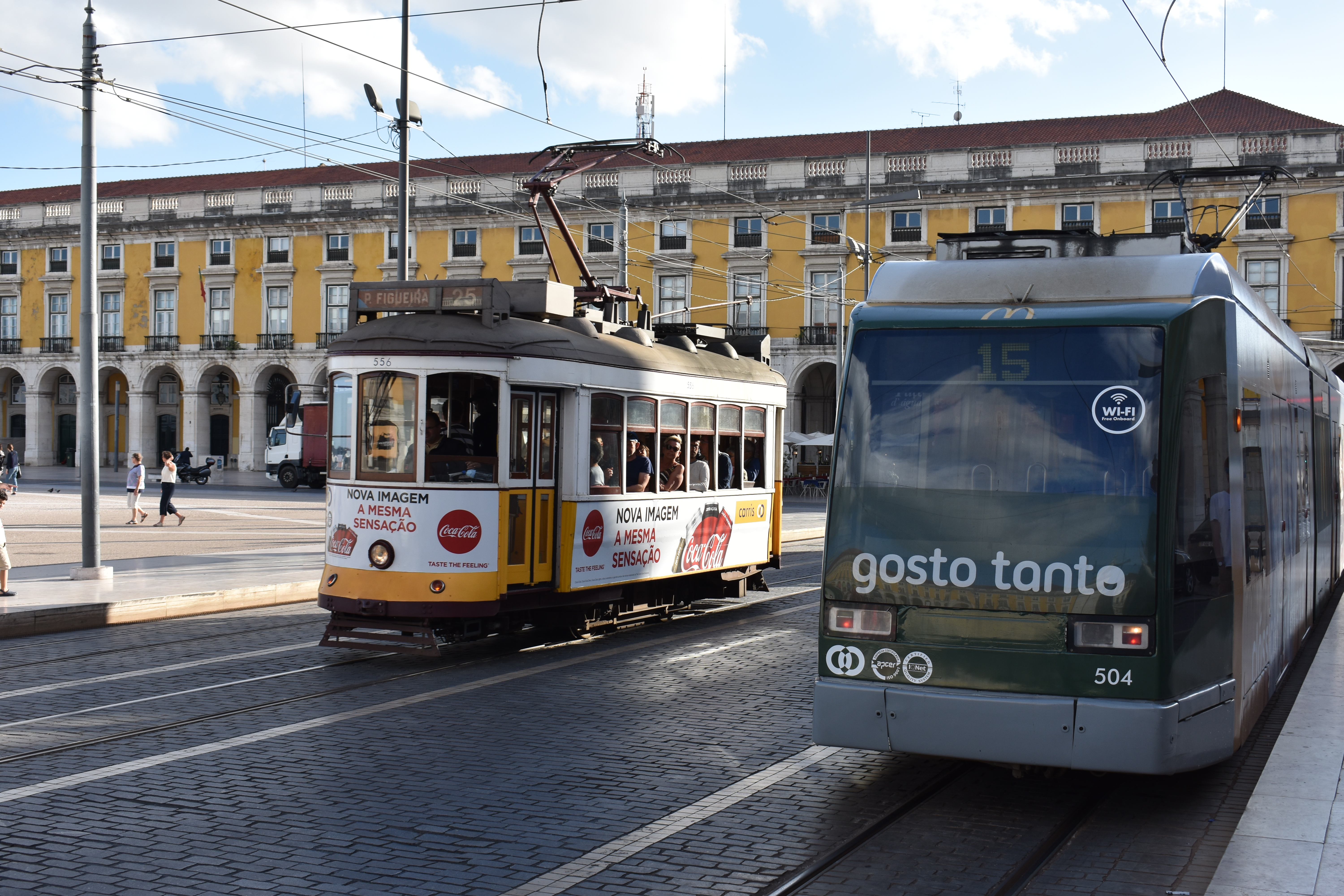
Історичний та сучасний рухомий склад (2017 рік)
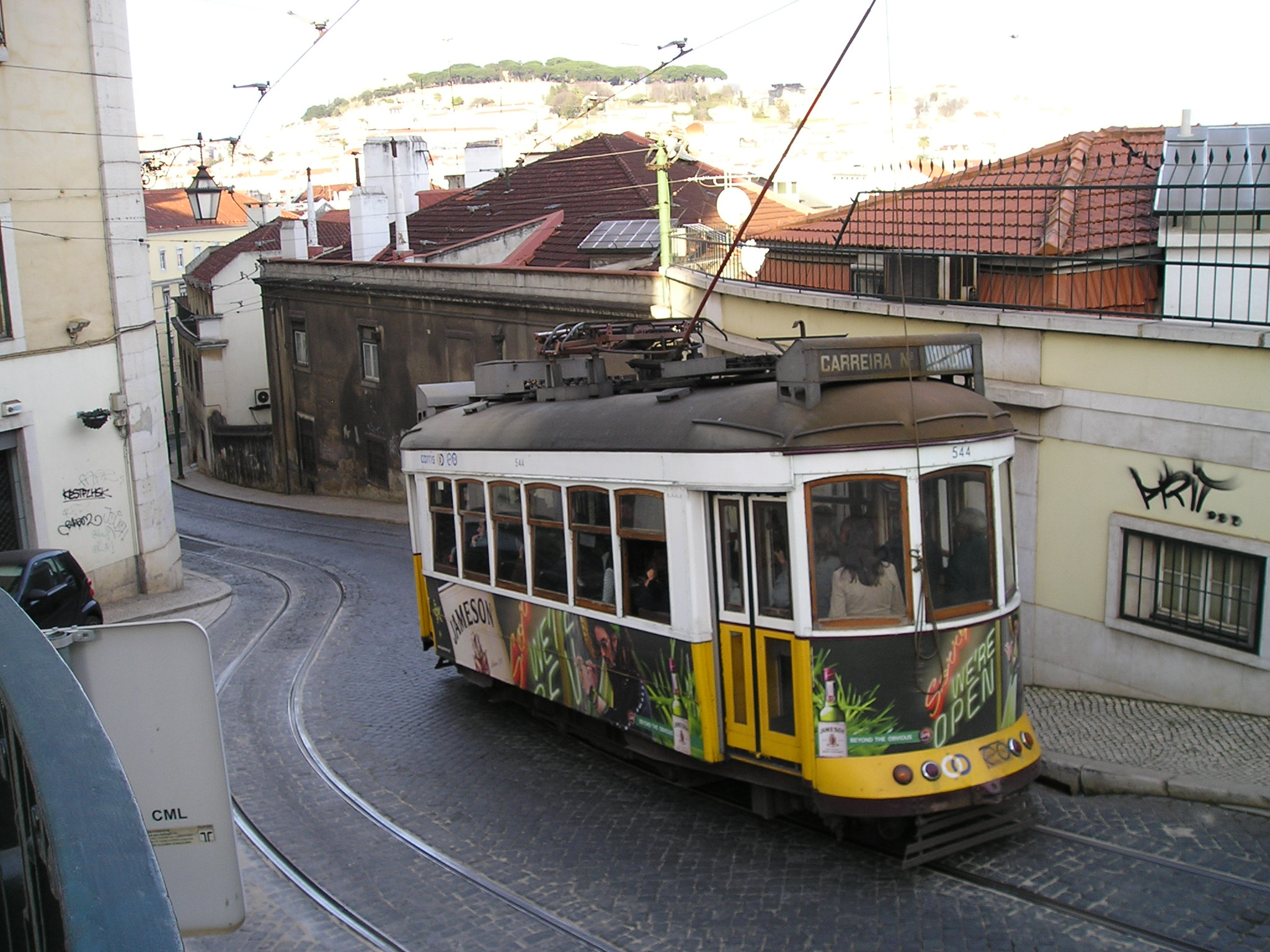
Трамвай на вузькій вулиці з крутим підйомом (2018 рік)
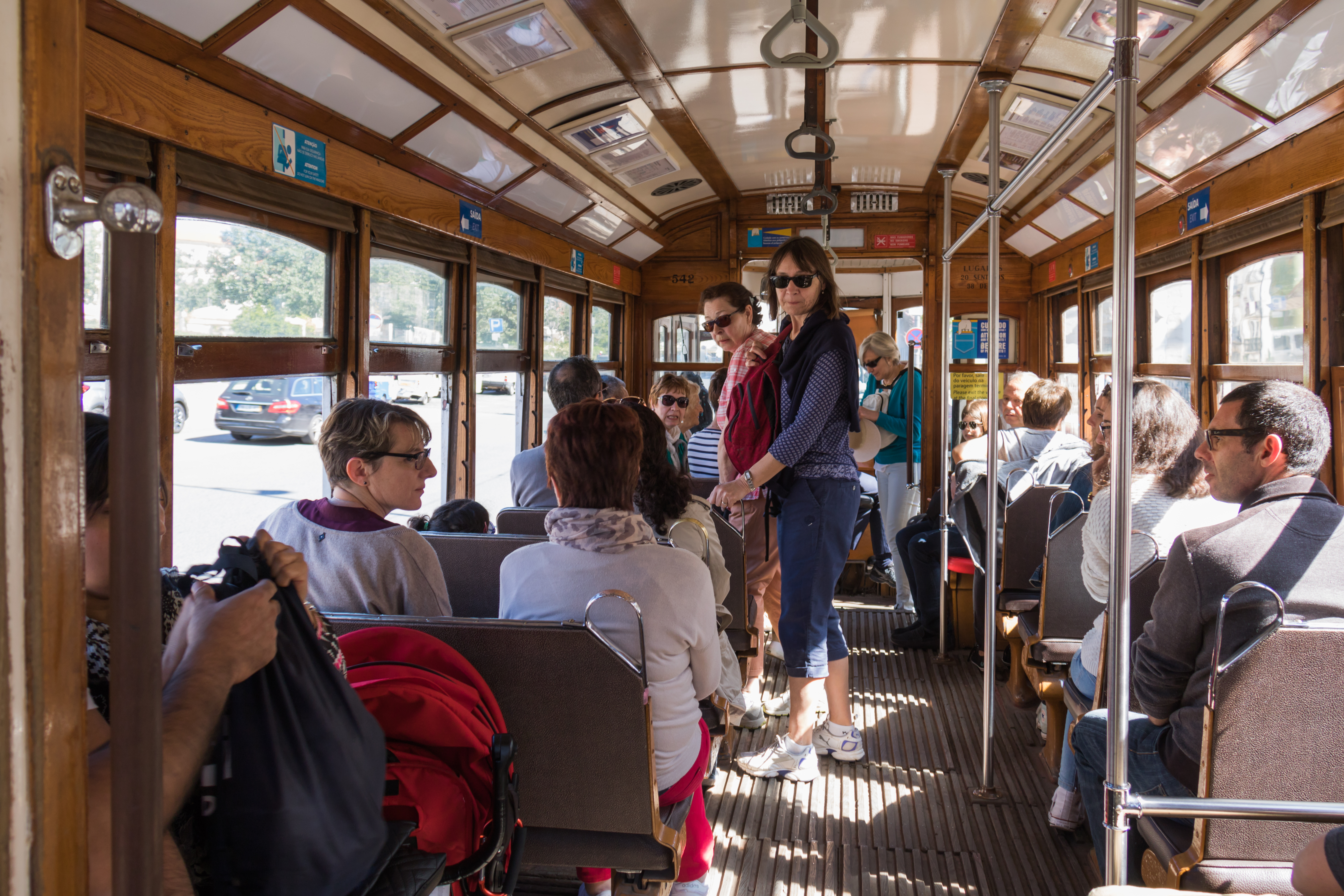
Всередині салону (2018 рік)